# Економіка Стародавньої Греції
Економіка Стародавньої Греції — система економічних відносин, що існували в державах з давньогрецькою культурою. Вони змінювали з егейського періоду до римської доби. Основну становили сільське господарство, ремесла та торгівля. Була заснована на рабській праці та работоргівлі.

## Загальна характеристика
Розвиток різних галузей економіки обумовила специфіка кліматично-географічного розташування давньогрецьких полісів. Високі гірські хребти, які розділяли окремі райони, захищали родючі рівнини від несприятливих вітрів і, затримуючи на вершинах сніг, зберігали вологу для зрошення полів. Кожна рівнина мала свій мікроклімат. В егейський та архаїчний період основу становило натуральне дрібне господарство. Лише монархи та вища аристократія, яка становила вкрай незначний прошарок, мали більше земельні володіння.
У III—II тис. до н. е. бронзові знаряддя праці поширюються на островах Егейського моря і материковій частині, сприяючи прискоренню економічного розвитку і створенню перших держав. Протягом III тис. До н. е. найрозвиненішими були Кікладські острови, розташовані в південній частині Егейського моря. З початку II тис. до н. е. найвпливовішим серед інших стає острів Крит, який перебував на перетині стародавніх морських шляхів. Мінойська цивілізація досягла свого розквіту приблизно до середини II тис. до н. е. Особливе значення набувають морські промисли, торгівля, ремесла.
Розвиток материкової Греції в III тис. до н. е. йшов повільніше. Проте у 2-й пол. III тис. до н. е. виникають досить розвинені культури. наприкінці III тис. до н. е. з Північної Греції на південь переселяються грецькі племена (ахейці), які в більшості районів витіснили догрецької населення (пеласгів) і до середини II тис. до н. е. створили свої держави, розквіт яких припав на XV—XIII ст. до н. е. Найпотужнішим політичним і економічним центром стають Мікени в Арголіді. Близько XII ст. до н. е. з півночі Балканського півострова вдирається грецьке плем'я дорійців. Більшість економічних центрів ахейської культури було знищено.
На початку I тисячоліття до н. е. входять в широкий ужиток залізні знаряддя, що сприяло подальшому розквіту землеробства. В XI—IX ст. до н. е. в економіці панував натуральний тип господарства, ремесло не було відокремлено від землеробства.
У VIII—VI ст. до н. е. ремесло відокремилося від сільського господарства, що залишається провідною галуззю економіки. Різке зростання населення на початку архаїчного періоду стало причиною повернення до міського способу життя, заснування нових міст і розширення старих центрів.
Протягом VII століття до н. е. створили напругу між аристократами-землевласниками та селянами. В Афінах це було змінено реформами Солона, який ліквідував боргову кабалу та сприяв розвитку поліса. В цей період навіть у дрібних землевласників з'являється на 1-2 раба (з негреків).
В архаїчний та напочатку класичного періоду основа становила вільна працю у власних майстернях чи на ділянках або наймана праця. З розширенням полісів, їх посиленням, розширенням торгівлі, утворенням гегемонів та успішними війнами, збільшується кількість рабів, що постачаються для різних робіт. Внаслідок збільшення попиту утворюються великі майстерні (ергастерій), господарі яких на відміну від архаїчного періоду самоусуваються від участі у виробничому процесі. Господар передавав керівництво майстерні рабу-керуючому, або здавав свій ергастерій в оренду. Кількість рабів в 1 господаря зазвичай становила 2—20 осіб, у деяких власників їх налічувалося до тисячі. Звичайним явищем великі майстерні стали в елліністичну добу. Ними володіли найзаможніші рабовласники. В елліністичних монархіях були також царські ергастерії.
На розвиток економіки в епоху еллінізму сприятливий вплив зробило перетворення східній частині Середземного моря у внутрішнє море давньогрецького світу. Крім того, в більшості елліністичних держав була збережена грошова система, уніфікація якої почалася ще за Олександра Македонського. Дуже важливу роль в економічному розвитку зіграв обмін досвідом між греками і східними народами, що сприяв удосконаленню агротехнічних прийомів, обробки нових сільськогосподарських культур, а також розвитку техніки і подальшої спеціалізації в ремеслі. Все це мало величезний вплив на зростання товарності і збільшення торгового обігу. Центр економічного життя перемістився з материкової Греції та Егейського моря на південь і схід, де на узбережжях морів і на караванних шляхах засновується безліч нових міст.

## Основні галузі

### Землеробство
Сільське господарство займало провідну роль в архаїчний період (VIII—VI ст. до н. е.). Втім в класичну добу землеробство також залишалося однією з важливіших галузей більшості полісів Стародавньої Греції. що знайшло відображення під час карбування монет. Так, на монетах деяких давньогрецьких полісів поміщають зображення пшеничних і ячмінних колосків, голови богині землеробства Деметри, бога покровителя виноградарства Діоніса або його супутників — сатирів, а також гостродонних амфори для вина та грон.
З областей Північної Греції найпридатніші для землеробства були рівнини Фессалії, у Середній Греції — Беотії, Південної Греції — Месенія і Лаконіка, частково Арголіда, землі Аттики були не досить сприятливими. Для покращання врожаї з архаїчного періоду стали застосовувати добрива. Удобрювати поля гноєм, пташиний послід і компост з бруду з бур'янами, перепрілу солому, золу, змішуванням різної землі. селітрою. Знали давні греки користь зеленого пара і властивості бобових рослин піднімати родючість ґрунту.
Нестача землі сприячиняла посиленню соціальної напруги, що призводило до виведення колоній в Середземному та Чорному морях. Тут колоністи також займалися насамперед землеробством, захоплюючи найсприятливіші місця. Зрештою важливими землеробськими областями стали Сицилія, Велика Греція, Таврида, насамперед Боспорське царство.
Землеробство було орним — за допомогою пари волів, рідше мулів та рала, яке рихлило поверхню землі, не перегортаючи її. У V ст. до н. е. з'явився примітивний плуг. Для підготовки ґрунту до посіву хлібороби користувалися залізними мотиками. Відомі широкі мотики з загостреними кінцями, мотики однозубого типу кирки і двозубі для прополювання і розпушування ґрунту. Поряд з мотикою застосовували сапку і тризубі вила. Грудки землі після оранки розбивали кувалдою або дубиною. Застосували також і борону Обробка землі здійснювалася по різному: зусиллями рабів, найманиз сезонних працівників, в Спарті превалювала праця ілотів, в Фессалії — пенестів, на Криті — афаміотів та кларотів.
Кам'янистий ґрунт, гірський ландшафт і сухий клімат більшої частини материкової і острівної Греції були малопридатні для зернових культур, але надзвичайно сприятливі для олівководства, виноградарства і скотарства. Зате землі Фессалії, Північного Причорномор'я і Сицилії давали гарні врожаї зернових. Вирощували виключно пшеницю, ячмінь та полба. Крім зернових хлібних рослин, культивували бобові (горох, сочевицю, віку, боби, лупін і нут), з олійних — кунжут.
У період еллінізму давні греки, що утворили свої держави на Сході, швидко пристосувалися до іригаційного типу землеробства, внесли свої удосконалення в сільськогосподарську техніку.
Важливою галуззю було бджолярство. Спочатку в араїчну епоху збирали мед диких бджіл. З початку класичної доби бджіл стали тримати у критих вуликах. Найбільши централи виготовлення меду були Афіни, Фессалія, Ахайя, Аркадія, Кіпр та Кирена.

#### Скотарство
Розведенням різної худоби населення Стародавньої Греції займалися ще до утворення будь-яких поселень (з часів доісторичної Греції). Велика рогата худоба була основною тягловою силою, а також для отримання молока (з подальшим виготовленням сирів). В більших обсягах вирощувалася дрібна худоба, насамперед кози і вівці (перш за все у гірських місцинах). З них брали вовну, м'ясо. Для перевезення вантажів вирощували віслюків та мулів. Розвинено було свинарство та птахівництво. Конярство було поширено в Фессалії.
В значній мірі також зберігалося полювання на дичину. Рибальство і експорт риби (в свіжому, солоному, в'яленому вигляді) мали велике економічне значення. Тому на монетах багатьох грецьких держав зображувалася риба. Її ловили вудками на гачок і тенетами. Крім риби, давні греки добували різних їстівних молюсків

#### Садівництво і виноградарство

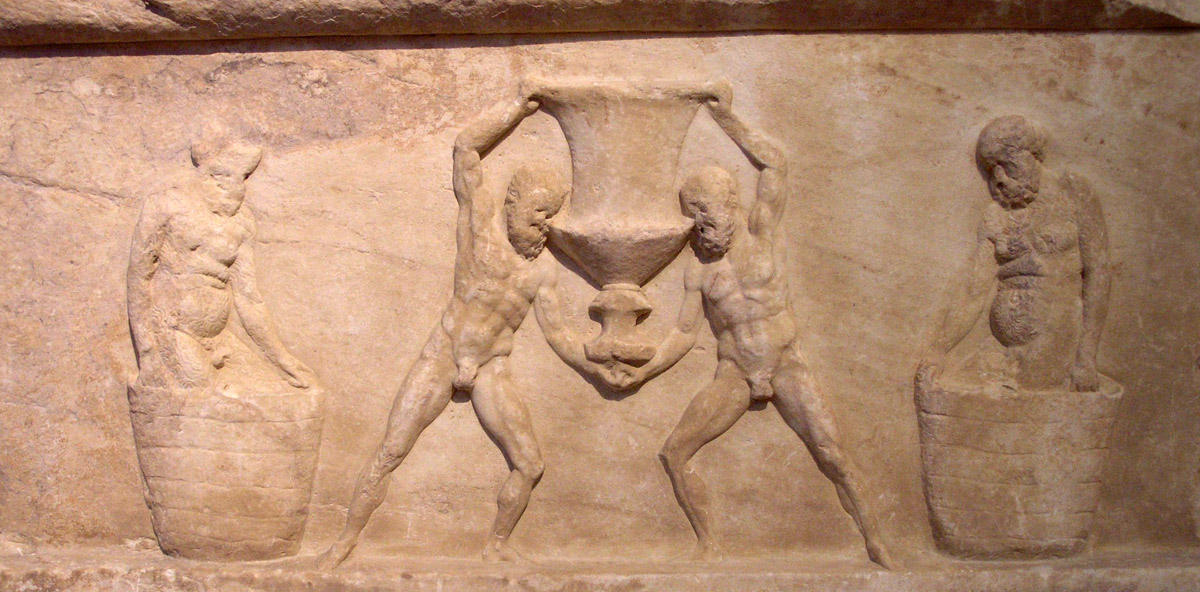
Виготовлення вина

Ці галузі були не менш важливими за вирощування злакових. Основу становили вирощування оливок і винограду. Оливкові дерева висаджували на особливих ділянках. Поширені були також фігове дерево, гранат. Значної уваги вимагали виноградники. З поширенням виноградарства пов'язана популярність, яку отримав культ Діоніса. завдяки грецьких колоністам виноград та оливки поширилися усім Середземномор'ям й Причорномор'ям. Квіткові сади набули популярності з IV ст. до н. е., зазвичай були розташовані біля будинків.
Мешканці полісів мали невеликі городи, де вирощували овочі (капусту, ріпу, петрушку, огірки, гарбуз, часник, латук, селеру, цибулю). Городи часто влаштовувалися і в міжряддях серед плодових дерев.

### Ремесла
В архаїчний період протягом III тис. до н. е. значних успіхів досягають металургія і керамічне виробництво, де десь з XXIII ст. до н. е. почали застосовувати гончарний круг.
У господарстві найбільш розвинених економічно полісів класичної доби велику роль відігравало ремесло, в значній мірі пов'язане з використанням праці рабів. Спочатку ремеслом займалися як громадяни поліса, так і метеки. У спеціальних кварталах ремісників були невеликі майстерні, вироби яких там же і продавалися. Господарі майстерень самі працювали в них разом з одним або декількома рабами.
Між VIII і IV століттями до н. е. посилюється значення виробництва тканин, обробки металів, виготовлення кераміки, зброї, одягу, суден тощо. Поступово все більше використовується рабська праця. Зазвичай майстерні мали родинний характер, що спеціалізувалася на якомусь одному виробі. Так, предки Лісія займалися виготовленням щитів, Демосфена — мечів, Клеона і Анита — шкірянні вироби, Клеофона — ліри. Саме власники майстерень в V ст. до н. е. стають найвпливовішим класом в ремісничих полісах, насамперед Афінах.
Важливішим було виготовлення керамічного посуду. Його традиція прослідковується з егейської доби. Кераміка Стародавньої Греції набуло розвитку в класичний період. Найбільшими центрами з виготовлення були Коринф і Афіни. Втім кожен центр, де виготовлялися вино або оливкова олія для продажу, робив власну кераміку. Продукція експортувалася до Африки, Галлії, Піренейського півострова, Приазов'я й Причорномор'я, потрапляла навіть до країн на узбережжі Червоного і Каспійського морів.
Ткацтво переважно мало домашній характер. Втім в середині класичної доби для збільшення виробництва стали більше застосовувати рабинь. Поряд з домашніми існували і великі ткацькі ергастерії, але в невеличкій кількості. Візерункові багатобарвні килими і дорогі тканини для одягу виготовлялися в майстернях в місті Милете, на островах Кіпр і Хіос, Афінах. Сировиною для виробництва тканин слугувала переважна вовна і частково льон. За часів еллінізму на островах Кос і Аморгос вироблялися шовкові тканини, проте за якістю вони були гірше за китайський шовк. В елліністичних державах зросло виробництво дорогих барвистих, золототканих і килимових виробів. Був відомий вертикальний ткацький верстат, що складався з двох стояків і горизонтального валика, укріпленого в верхній частині верстата.
З VI ст. до н. е. існувало виробництво невеликих судин з напівпрозорого, різнокольорового скла, намиста та інші дрібні вироби. Одним з найбільших центрів з їх виготовлення був острів Родос.
Наявність численних родовищ металів на Балканськом півострові сприяли розвитку металургії. У ковальській справі давні греки досягли великої майстерності: їм були відомі різні сорти заліза і сталі. З одних сортів робили прості теслярські знаряддя, з інших — особливо тверді інструменти: пилки, різці, каменярські знаряддя. Деякі цінні сорти заліза привозили до Греції з Південного Причорномор'я. У сільських кузнях виготовляли і ремонтували необхідні хліборобам знаряддя праці: лемеші плугів, мотики, серпи, ножі для виноградарів, сокири і предмети домашнього вжитку. Вироби міських ковальських майстерень були різноманітніше; виробництво їх задовольняло попит не лише хліборобів, а й ремісників, а також побутові потреби городян. Важливе місце в ковальській справі займало виготовлення зброї.
Лиття з бронзи слугувало для виготовлення статуй, посуду та інших побутових предметів, а також військових обладунків, панцирів. Метал плавили в плавильних печах, паливом служив деревне вугілля, вогонь безперервно роздувався хутром. Розплавлену масу металу випускали через спеціальний отвір, заповнюючи нею підготовлені ливарні форми, зроблені з глини або каменю.
Спочатку все литі вироби робилися суцільними. Але вже в VI ст. до н. е. був винайдений спосіб полого лиття скульптури. Глиняну модель покривали шаром воску або робили воскову модель на осерді. Потім віск покривали шаром глини, в якому робили отвори для літників і для виходу повітря. Цей шар глини служив формою, її сильно нагрівали, і віск витоплює, а на його місце вливався розплавлений метал. Після затвердіння і охолодження металу глиняну форму розбивали і видаляли. Таким способом робили і великі бронзові статуї, що складаються з окремо виготовлених частин, які потім скріплювалися разом.
Ливарна справа було тісно пов'язане з іншими способами обробки металу, тому при виготовленні речі з бронзи, міді, срібла або золота в одній і тій же майстерні виробляли лиття, ковку і карбування.
З класичного періоду набуло піднесення та розвитку архітектура, насамперед храмів, та виготовлення статуй. Це призвело до розширення обробки каміння. Тут рабська праця використовувалася менше і значну частку праці виконували наймані робітники, але на важку роботу в каменярнях відправляли рабів і військовополонених. Теслярська та столярна справу займало цільне місце, оскільки деревина була найдоступнішим і зручнішим будівельним матеріалом. Особливо широко застосовувалося дерево в кораблебудуванні — цього вимагало розвиток морської торгівлі та відповідно війни на морях (для захисту або захоплення торгівельних шляхів). Споруда кораблів вважалася справою великої державної ваги, і рішення про це нерідко виносили народні збори.
З утворенням елліністичних держав, особливо в Малій Азії, на Сході та Африці, там впроваджується система царських монополій на виробництво тканин, зброї, кераміки.

### Гірська справа

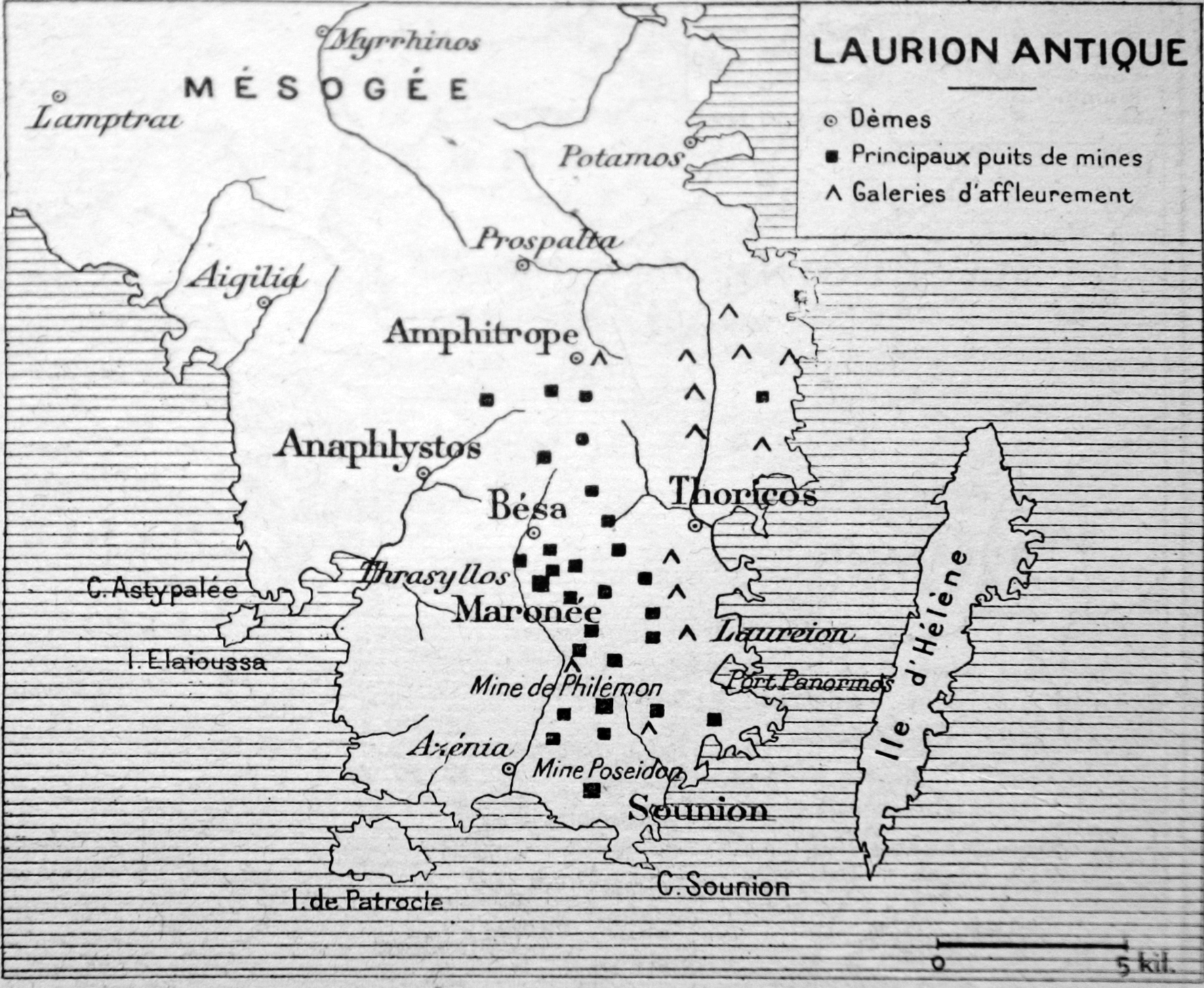
Мапа копалень Лавріонн. Аттика

Добувалися різні метали, каміння, мармур. Значущими були золоті копальні Сіфноса і Тасоса, срібні копальні Лавріон в Аттиці, що тривалий час сприяли розвитку Афінського поліса, мідні копальні Кіпру, Халкидики і Евбеї, залізні — в Лаконіці, південній Аттіці, на Евбеї й Родосі. Дуже багатим регіоном був Пангей, де на невеликій площі розташовувалися великі поклади залізної руди, міді, олова, золота, срібла. В результаті це стало основою до численних війн за право користуватися ними.
Важливішою справою стало добування солі. Найбільша кількість солі добували з солоних озер, вода яких влітку випаровувалася — у Великій Греції (біля Таренту), на Сицилії (біля міста Гела), на острові Кіпрі, у Фригії, Каппадокії, у гирлі річки Борисфен. Соль отримували випаровуванням з морської води в Епірі.
Каміння зазвичай добувалося у відкритих кар'єрах. Відкритим способом камінь отримувався в вертикальних зрізах, що досягали іноді великої висоти. Мармур добували як відкритим способом, так і в штольнях, які йшли від виходу породи на поверхню в глиб гори у напрямку шарів мармуру. Знаряддями праці служили залізне кайло, зубило, лом, дерев'яні клини і кувалди. Для виїмки вапняку і пісковику іноді вживалися пила і сокира. Для більш твердих порід користувалися пилою без зубів, підсипаючи під час пилки породи пісок.
Видобуток залізної руди велася зазвичай відкритим способом. Срібну руду добували глибоко під землею. застосовування шахтно-штрекового спосіб видобутку дозволяв повніше використовувати всі рудні запаси родовища, включаючи дуже глибокі жили, які, як правило, були найбагатшими. Робота в рудниках була дуже важкою працею рабів і частково засуджених злочинців. Іноді рабовласники здавали своїх рабів в оренду для роботи в копальнях. Видобута руда піддавалася обробці тут же, на місці видобутку. Шматки руди дробилися, промивалися; в процесі цих операцій відбувався відсів порожньої породи, збагачення руди і підготовка її до виплавки.

### Торгівля
Значення було неоднорідною. Вагу мали в економічно розвинених полісах, насамперед Афінах, Візантії, Херсонесі, Мілеті, ефемі тощо. Незначну роль торгівля відігравала в Етолії, Фнессалії, Аркадії.
До елліністичної доби основу становила морська торгівля. У егейських та архаїчний періоди вона була досить примітивною. Плавання здійснювалися головним чином в найсприятливіший літній сезон, що тривав кілька місяців, при умові наявності гарної погоди. До V—IV ст. до н. е., мореплавання стає більш активним, мореплавці навчилися долати відкриті морські простори, орієнтуючись по Сонцю і зіркам. Подовжився період навігації. Основні торгові шляхи греків пролягали Егейським морем, пов'язуючи центри власне Греції з Малою Азією на сході і з фракійським узбережжям — на півночі. Поступово постійні зв'язки встановилися з Єгиптом, Кіпром, містами Сицилії і Великої Греції. Торгові кораблі доходили до берегів Іспанії, Північної Африки, Чорного моря. Утворення розвинених колоній на більшості шляхів також сприяло збільшенню обсягів морської торгівлі. Відповідно до досліджень обсяг морської торгівлі в Середземномор'ї протягом VIII—IV ст. до н. е. збільшився у 30 разів. В елліністичну добу стали будувати маяки. Найчудовішими спорудами цього роду були маяк о. Фарос в Олександрії та Колос на Родосі. Вантажопідйомність кораблів була різна, середня становила, близько 100—150 т.
На частку суходольної торгівлі доводилося, як правило, лише обслуговування найближчих околиць того чи іншого полісного центру. Вона не виходила зазвичай за рамки поліса. Зазвичай окремі центри країни були пов'язані один з одним лише стежками. З утворенням елліністичних держав в Азії та Африці виникла потреба у розвитку мережі караванних шляхів. Втім правителі цих царств обмежилися лише відновленням та зберіганням того, що існувала ще задовго до македонського завоювання. Перська традиція й технологія проведення гарних доріг не була запозичена давними греками.
В архаїчний та класичний період з давньогрецьких полісів вивозилися оливкова олія, вино, гончарні та металеві вироби. Ввозилися переважно зерно та свинину з Сицилії, Аравії, Єгипту, Карфагену, Боспорського царства, Фракії, Іллірії, Колхіди, Македонії, Кілікії — будівельний і корабельний ліс, лісопродукти, віск, сіль та слонову кістку з Карфагену, Кіпру — мідь, Аравії — прянощі та пахощі, Піренейського півотсрова — олово, й шовк з Китаю (через согдійців-посередників). Так, річні поставки хліба в Афіни в IV ст. до н. е. становили близько 800 тис. медимнів (близько 33 600 т), збільшивши його з 400 тис. медімнів в VI ст. до н. е. Важливим товаром були рабів. Найбільші ринки рабів розташовувалися в Афінах та Візантії, на Делосі й Хіосі.
Держава не втручалася в торгівельні операцій, окрім тих, що були пов'язані з постачанням зерна. Основними учасниками грецької комерції був клас торговців, відомий як емпори (ἕμποροι). Держава стягувала мито на їх вантаж. У Піреї (головному порту Афін) цей податок був встановлений спочатку в розмірі 1 %, потім — у 2 %. До кінця V століття податок був збільшений до 33 талантів. У 413 році до н. е. Афіни встановили 5 % мита на всі порти Першого Афінського морського союзу.
В середині полісів діяли роздрібні торговці (капели (κάπηλοι). Групуючись у гільдії, вони продавали рибу, оливкову олію та овочі. Жінки продавали парфуми або стрічки. Торговці повинні були сплатити плату за своє місце на ринку. Крім того, великі землевласники продавали на ринках залишки вирощеної продукції.

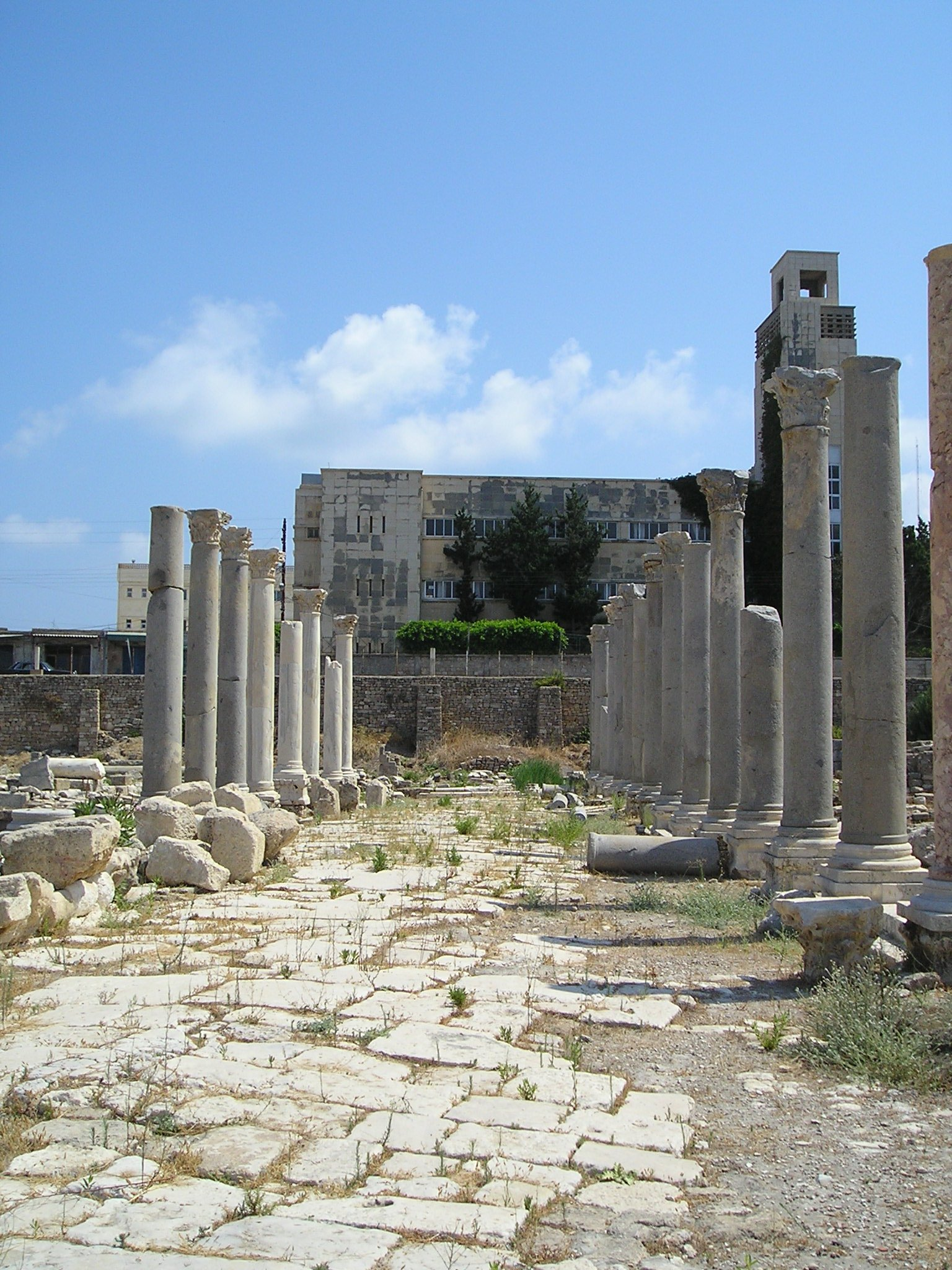
Агора в м.Тір

Зазвичай продажи здійснювалися на агорі. Наглядом за ринками здійснювали агораноми, що слідкували за порядком, за надходженням до скарбниці ринкових зборів, якістю продукції, правильністю мір і ваг (в низці полісах для цьому призначали окремого посадовця — метранома). У деяких містах скликалися час від часу ярмарки, які збирали учасників з різних держав і областей Давньогрецького світу. Такі ярмарки проводилися зазвичай в дні храмових свят при загальногрецьких святилищах і храмах — на Делосі, в Дельфах, Ефесі.
В елліністичну добу контроль над торгівлею переходить до царів та їх апарату. Активну торгівлю вела Держава Птолемеїв, звідки вивозилися хліб, тканини, скляні вироби, папірус. Також контролювалася транзитна торгівля золотом, пахощами, слоновою кісткою, каштовним камінням Червоним морем з Аравією, Нілом — з Нубією та Аксумом і Центральної Африкою. Це дозволяло єгипетським купцям вести транзитну торгівлю. Транзитна торгівля була дуже розвинена в Державі Селевкідів, через яке проходили торгові шляхи, що зв'язували узбережжі Середземного моря з Месопотамією, Персією, Середньою Азією, Індією. Через посередників велася торгівля китайським шовком.
В архаїчний та напочатку класичного періоду головними торгівельними центрами були іонічні міста — Мілет, Хіос, Самос, Клазомени, Коринф, Егіна, Фокея, Сибаріс. В подальшому вагу набули Афіни, Візантій, Ефес, Сиракузи, Тарент, Мегара, Массілія. У середині V ст. до н. е. Пірей (порт Афін) перетворився в найбільший торговий порт Середземномор'я, набувши функцій експортної та імпортної гавані, транзитного центру. Його загальний валовий обсяг досягав 2 тис. талантів.
З III в. до н. е. основними центрами торгівлі стають елліністичні міста Олександрія Єгипетська, Антіохія, Селевкія-на-Тигрі, Пергам. Тривалий час монополію на морську торгівлю отримав Родос, що став головним транзитним торговим пунктом, найважливішим портом і центром кораблебудування. Він отримав величезні прибутки від мита у 2 % з кожного судна. З метою його послаблення римляни, що в II ст. до н. е. встановили владу на Балканах, оголосили вільним від мит порт острів Делос. В результаті той швидко стає одним з головних торговельних центрів.

### Фінанси
Велика кількість монетних систем, різноманітність грошових одиниць, коливання курсу різних монет дуже перешкоджали торговельні угоди. Уже в архаїчний час з'являється трапедзит, що займався обміном монет. В класичну добу трапедзити стають посередниками у торгових угодах, займаються лихварськими операціями.
Перші облікові документи, знайдені на території Греції, відносяться до егейського періоду: є таблички, печатки, інвентарні списки, виконані ієрогліфічним і лінійним письмом А. Ахейці створили лінійне письмо В, яким заповнювали глиняні таблички-документи бухгалтерського змісту з обліку використання працівників і матеріальних цінностей. З розвитком економіки в класичну та елліністичну добу облік фінансових операцій вдосконалюється.
Зростання торгівлі призвело до розвитку фінансових механізмів. які набули розвитку з V ст. до н. е. Більшість торговців, не маючи достатніх грошових активів, вдаються до позик для фінансування всієї або частини своїх експедицій. Типовою позикою для великого підприємства в Афінах IV ст. до н. е. була велика сума грошових коштів (бл. 2000 драхм), позичена на короткий час (кілька тижнів чи місяців) під процентну ставку ве середньому 12 %, але в разі суттєвого ризику вона сягала 100 %.

#### Податки
Пряме оподаткування було недостатньо розвиненим. Ейсфора (εἰσφορά) була податком на багатство, але вона стягувалася лише за потреби, зазвичай у воєнні часи. Великі статки також підлягали літургії, яка була підтримкою громадських робіт. Більш розвиненими були непрямі податки, що стягувались з будинків, рабів, стад та овець, вин та сіна, серед іншого. Право на стягнення багатьох цих податків часто передавались митарям (телонаям (τελῶναι). Особливі податки сплачували негромадяни, але вільні люди. Так, в Афінах він називався метойкіон.
Після поразки у Пелопоннеській війні в Афінах у IV ст. до н. е. стали впроваджуватися надзвичайні податки, що переважно йшли на військову справу або зведення військових суден — ейсфори, проейсформи, триієрархії. Ними обкладалися лише заможні та найзаможніші громадяни. Це поклала основу формування податкової системи, де основу стали становити прямі податки. Невдовзі літургії, що були раніше добровільними, стають обов'язковими прямими податками.
Наприкінці класичної доби все більше поширення набувають відкупи на стягнення податків. Ці відкупи стали превалюючими в елліністичний період, оскільки царі намагалися отримати гроші за тривалий період негайно. Цього вимагали численні війни та будівничі проекти.

#### Гроші
Період карбування давньогрецьких монет охоплює 1 000 років з кінця 8 століття до н. е. до середини III ст. нашої ери. Ще до появи карбованої монети вживалися в якості грошей злитки бронзи або зв'язки залізних прутів — оболів.
Зображення, що містилися на монетах, головною метою мали вказати місто або країну, яким вони належали. Керівним мотивом при виборі зображень слугувало релігійне почуття; заміна релігійних зображень іншими вважалася нечестивою. Перший час зображувалися не самі божества, а лише предмети, що належать відомому культу; ймовірно, людське обличчя було дуже важким для перших карбувальників.
Практично в кожні державі існувала своя вагова система монет, загалом їх карбувало 1136 полісів. Поширення тієї чи іншої системи, її впровадження або заміна в якомусь центрі зазвичай були пов'язані з розвитком економічних, політичних зв'язків давньогрецьких держав.

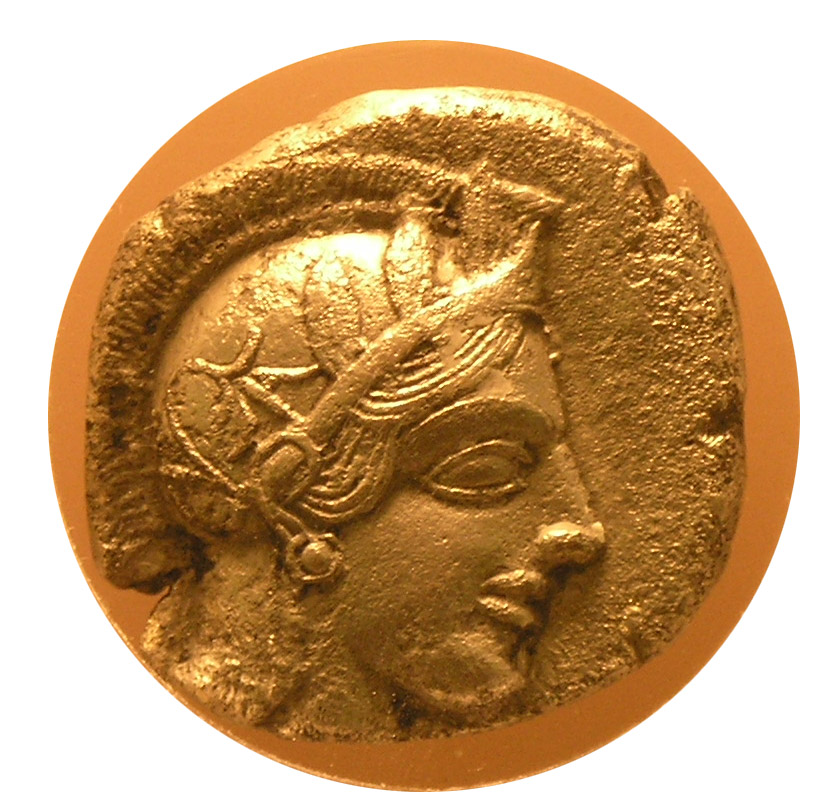
Афінська тетрадрахма

Основними монетними одиницями в більшості систем були драхма (27 г) і статер (14—16 г). Срібний статер дорівнював зазвичай 2 (рідше 3) драхмам. Драхма ділилася на 6 оболів по 4,5 г, які в свою чергу поділялися на ще більш дрібні одиниці. Монети в 2, 3, 4 обол (діобол, тріобол, тетроболи) карбувалися з срібла. Спочатку зі срібла випускалися і оболи, але потім ці дрібні срібні монети стали замінюватися мідними. Найдрібнішою мідної монетою був халк, що становив 1/8 або 1/12 обола. Поширені були монети в тетрадрахми (4 драхми), у рідкісних випадках випускалися монети в 8 і 10 драхм (декадрахми). У V ст. до н. е. економічне і політичне домінування Афін призвело до перетворення афінських срібних монет в найнадійнішу валюту, що сприяло її широкому поширенню.
Найбільшою ваговою грошовою одиницею був талант, запозичений з Вавилона. У різних містах його вага коливався від 26 до 30 кг срібла. 1 талант складався з 60 мін (425 г), або 6 000 драхм.
Великі зміни відбуваються в грошовому обігу античного світу з утворенням монархії Олександра Македонського. Останній випустив дуже велику кількість золотих статеров і срібних тетрадрахм. Елліністичні царі продовжували цю традицію.